# ميمون بن مهران
أبو أيوب ميمون بن مهران الجزري الرقي  (40 هـ - 117 هـ / 661م - 735م) من كبار العلماء والأئمة. كان مؤدبًا  لأولاد الخليفة الأموي عمر بن عبد العزيز. استوطن الرقة، وولاّه عمر بن عبد العزيز قضاءها. كان على مقدمة الجيش مع معاوية بن هشام بن عبد الملك عندما غزوا نحو قبرص سنة 107 هـ (725-726م). توفي سنة 116 هـ أو 117 هـ.